# جان-لويس بيسون
جان-لويس بيسون (بالفرنسية: Jean-Louis Besson)‏ (17 سبتمبر 1944 فرنسا - ) هو لاعب كرة قدم فرنسي، يلعب كمدافع.

## وصلات خارجية
- جان-لويس بيسون على موقع قاعدة بيانات كرة القدم.إي يو (الإنجليزية)